# Bistum Alindao
Das Bistum Alindao (lateinisch Dioecesis Alindaoensis) ist ein römisch-katholisches Bistum mit Sitz in Alindao in der Zentralafrikanischen Republik. Es umfasst die Präfektur Basse-Kotto.
Es wurde am 18. Dezember 2004 auf einem Teilgebiet der Diözese Bangassou errichtet und der Erzdiözese Bangui als Suffraganbistum unterstellt.
Zum ersten Bischof ernannte Papst Johannes Paul II. den Provinzial des Spiritanerordens in Deutschland, Pater Peter Marzinkowski CSSp. Am 14. Mai 2012 stellte ihm Papst Benedikt XVI. den bisherigen Generalvikar Cyr-Nestor Yapaupa als Koadjutorbischof zur Seite. Seit der Annahme des altersbedingten Rücktritts von Bischof Marzinkowski durch Papst Franziskus am 19. März 2014 ist Bischof Yapaupa der Diözesanbischof.
Im November 2018 griffen Rebellen der Unité pour la paix en Centrafrique (UPS) das Bischofsgelände in Alindao an und töteten unter anderem den Generalvikar des Bistums. Die Kathedrale in Alindao wurde geplündert und niedergebrannt.